# Rafael Kubelík
Rafael Jeroným Kubelík (ur. 29 czerwca 1914 w Býchorach koło Pragi, zm. 11 sierpnia 1996 w Lucernie) – czeski dyrygent i kompozytor.

## Życiorys
Studia odbył w konserwatorium muzycznym w Pradze. W latach 1936–1939 i 1941–1948 był dyrygentem Filharmonii Czeskiej, a od 1942 jej kierownikiem artystycznym. W 1948, gdy władzę w Czechosłowacji przejmowali komuniści, wyemigrował do Stanów Zjednoczonych, gdzie w latach 1950–1953 był dyrygentem i dyrektorem muzycznym Chicagowskiej Orkiestry Symfonicznej. W latach 1955–1958 był dyrektorem muzycznym i dyrygentem opery Covent Garden w Londynie, a w latach 1961–1979 dyrygentem Orkiestry Radia Bawarskiego w Monachium. W latach 1972–1974 był dyrektorem muzycznym Metropolitan Opera w Nowym Jorku. W 1985 wycofał się z działalności dyrygenckiej. Był znany z doskonałych nagrań muzyki czeskiej, węgierskiej i austriackiej.
W 1983 został laureatem prestiżowej duńskiej Nagrody Fundacji Muzycznej Léonie Sonning. W 1990 nagrodzony tytułem doktora honoris causa Uniwersytetu Karola w Pradze. Kawaler duńskiego Orderu Danebroga (1960), ponadto odznaczony m.in. Bawarskim Orderem Zasługi (1966), Wielkim Krzyżem Zasługi Orderu Zasługi Republiki Federalnej Niemiec (1974), Komandorią francuskiego Orderu Sztuki i Literatury (1984) i Orderem Tomáša Garrigue Masaryka I Klasy (1991).